# I Didn't Do It (filme britânico)
I Didn't Do It é um filme de comédia policial britânico de 1945, dirigido por Marcel Varnel e estrelado por George Formby, Dennis Wyndham e Carl Jaffe.

## Sumário do enredo
Um ator em uma casa de embarque teatral é acusado de um assassinato.

## Elenco
- George Formby - George Trotter
- Billy Caryll - Tiger Tubbs
- Hilda Mundy - Ma Tubbs
- Gaston Palmer - Le Grand Gaston
- Jack Daly - Terry O'Rourke
- Carl Jaffe - Hilary Vance
- Marjorie Browne - Betty Dickinson
- Wally Patch - Sargento Carp

Ian Fleming, ator

- Ian Fleming - Inspetor-chefe Twyning
- Vincent Holman - Erasmus Montague
- Dennis Wyndham - Tom Driscoll
- Jack Raine - J.B Cato
- Georgina Cookson - Willow Thane
- Merle Tottenham - Tessie
- Gordon McLeod - Superintendente Belstock